# Pombo-frugívoro-de-cabeça-cinzenta
Pombo-frugívoro-de-cabeça-cinzenta (Ptilinopus hyogastrus) é uma espécie de ave da família Columbidae. É endémica da Indonésia. Os seus habitats naturais são: florestas subtropicais ou tropicais húmidas de baixa altitude.